# Francesco Carracci

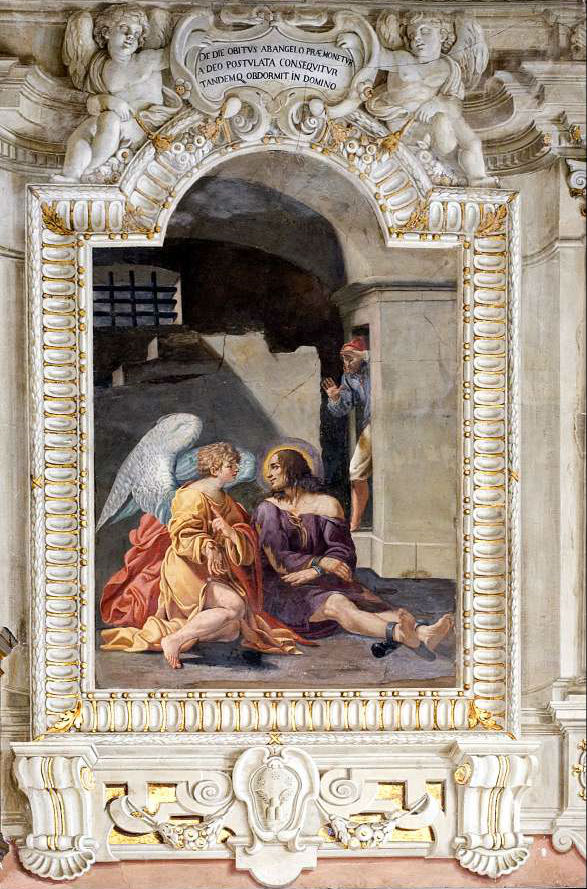
San Roque confortado por el ángel, Oratorio de San Rocco, Bolonia

Francesco Carracci (Bolonia, 1595-Roma, 3 de junio de 1622), también llamado Franceschino Carracci, fue un pintor y grabador italiano, sobrino de los famosos hermanos Carracci.

## Biografía
Hijo de Giovanni Antonio Carracci, nació en Bolonia en 1595. Su padre era el hermano de Agostino y Annibale. Francesco creció siendo un joven de gran talento en quien la familia puso grandes esperanzas. Aprendió el arte con Ludovico, primo de sus tíos, en la Accademia degli Incamminati, pero de carácter orgulloso y engreído, se enemistó con su Ludovico, a quien menospreció. Decidió fundar su propia academia, en oposición a la de sus mayores, que llamó "Verdadera Escuela de los Carracci". Sin embargo, la experiencia fue un fracaso y Francesco tuvo que marchar a Roma, donde hizo un nuevo intento de fundar una escuela propia, de nuevo sin éxito. Murió en el Hospital del Santo Spirito en 1622, en la pobreza y despreciado por todos. Fue enterrado en la Chiesa Nuova de Roma.

## Obra
Nos ha dejado algunas obras de calidad: una Adoración en la iglesia de Santa María Maggiore de Bolonia es su obra maestra, un ejemplo de pintura enérgica y vigorosa. En el Oratorio de San Rocco, una de las grandes obras cooperativas del arte boloñés de la época, Francesco también aportó su arte (San Roque confortado por el ángel). Junto a él también trabajaron en San Rocco artistas tales como Angelo Michele Colonna, Domenico Maria Canuti, Francesco Gessi, Giacomo Cavedoni, Guercino, Paolo Carracci, Francesco Camullo, Luigi Valesio y Lucio Massari. También son de su mano una Muerte de la Virgen con santos en Santa Maria Maggiore y una serie de grabados a partir de obras de Ludovico y Annibale.